# Nishio Ishin
Nishio Ishin (西尾 維新), de son nom de plume "Nisio Isin" (souvent écrit "NisiOisiN" pour mettre en valeur le palindrome), est un auteur de light novel et scénariste de manga japonais né en 1981.
Il étudie à l'université de Ritsumeikan mais interrompt ses études avant le diplôme.
En 2002, sa première light novel, Kubikiri Cycle, lui fait remporter le 23e Mephisto Prize (en).
Il publie actuellement chez Kōdansha dans les magazines Faust et Pandora.
Ses œuvres Monogatari Series, Medaka Box, Katanagatari, Pretty Boy Detective Club, Zaregoto et Jūni Taisen ont été adaptées en anime. Son œuvre Kizumonogatari a été adaptée en trois films animation. 

### Zaregoto Series
Zaregoto series (戯言シリーズ) a été publié entre février 2002 et novembre 2005 chez Kodansha novels. Elle comporte 9 tomes et est illustrée par Take.
Après la sortie du 6e tome, Ishin a commencé en parallèle un spin-off nommé Ningen series centré sur le clan Zerozaki.
| #  | première publication | Nom romaji kanji traduction | ISBN ISBN format bunko                    |
| -- | -------------------- | --- | ----------------------------------------- |
| 1  | 5 février 2002       | Kubikiri cycle: aoiro savant to zaregoto tsukai クビキリサイクル 青色サヴァンと戯言遣い Cycle des décapitations : la savante bleue et le maître du non-sens                       | (ISBN 4-06-182233-0 et 978-4-06-275430-9) |
| 2  | 8 mai 2002           | Kubishime romantist ― ningen shikkaku ・ Zerozaki Hitoshiki クビシメロマンチスト―人間失格・零崎人識 l'étrangleur romantique ― rebut de l'humanité ・ Hitoshiki Zerozaki           | (ISBN 4-06-182250-0 et 978-4-06-276077-5) |
| 3  | 5 août 2002          | Kubitsuri high school ― zaregoto tsukai no deshi クビツリハイスクール―戯言遣いの弟子 Lycée de la pendaison : le disciple du maître du non-sens                                    | (ISBN 4-06-182267-5 et 978-4-06-276133-8) |
| 4  | 5 novembre 2002      | psycho logical (jou) Utsurugi Gaisuke no zaregoto koroshi サイコロジカル〈上〉兎吊木垓輔の戯言殺し psycho logical (1re partie) - le meurtre non-sensique de Gaisuke Utsurugi      | (ISBN 4-06-182283-7 et 978-4-06-276179-6) |
| 5  | 5 novembre 2002      | psycho logical (ge) hikaremono no kouta サイコロジカル〈下〉曳かれ者の小唄 psycho logical (deuxième partie) : chansonnette acide                                                  | (ISBN 4-06-182284-5 et 978-4-06-276212-0) |
| 6  | 5 juillet 2003       | hitokui magical - satsuriku kijutsu no Niounomiya kyoudai ヒトクイマジカル-殺戮奇術の匂宮兄妹 cannibal magique : les frères Niounomiya, maîtres du carnage                        | (ISBN 4-06-182393-0 et 978-4-06-276226-7) |
| 7  | 8 février 2005       | nekosogi radical (jou) jûsan kaidan ネコソギラジカル〈上〉十三階段 radical déraciné (première partie): les treize marches                                                         | (ISBN 4-06-182323-X et 978-4-06-276283-0) |
| 8  | 7 juin 2005          | nekosogi radical (chuu) akaki seisai vs. tounaru shu ネコソギラジカル〈中〉赤き征裁vs.橙なる種 radical déraciné (deuxième partie) : ?                                             | (ISBN 4-06-182399-X et 978-4-06-276337-0) |
| 9  | 8 novembre 2005      | Nekosogi radical (ge) aoiro savant to zaregoto tsukai ネコソギラジカル〈下〉青色サヴァンと戯言遣い radical déraciné (troisième partie) : la savante bleu et le maître du non-sens | (ISBN 4-06-182400-7 et 978-4-06-276389-9) |
| 10 | 8 février 2023       | Kidonapu Kidingu: Aoiro Savan to Zaregoto Tsukai no Musume キドナプキディング サヴァンといの青色サヴァンと戯言遣いの娘                                                            | (ISBN 978-4065302347)                     |

### Ningen Series
| première publication | Nom Kanji traduction fr             | ISBN                     |
| -------------------- | ----------------------------------- | ------------------------ |
| 6 février 2004       | Zerozaki soushiki no ningen shiken  | (ISBN 4-06-182359-0)     |
| 7 novembre 2006      | Zerozaki kishishiki no ningen knock | (ISBN 4-06-182509-7)     |
| 8 mars 2008          | Zerozaki magashiki no ningen ningen | (ISBN 978-4-06-182582-6) |

### Sekai series
| première publication | Nom Kanji Traduction fr                                      | ISBN                     |
| -------------------- | ------------------------------------------------------------ | ------------------------ |
| novembre 2003        | Kimi to boku no kowareta sekai                               | (ISBN 4-06-182342-6)     |
| octobre 2007         | Bukimi to sobokuna kakowareta sekai                          | (ISBN 978-4-06-182557-4) |
| juillet 2008         | Kimi to boku ga kowashita sekai                              | (ISBN 978-4-06-182600-7) |
| décembre 2008        | Bukimi de sobokuna kakowareta kimi to boku no kowareta sekai | (ISBN 978-4-06-182626-7) |
|                      | Boku no sekai mon monde                                      | (pas sorti)              |

### mahou shoujo Risuka
Sérialisées dans Faust magazine avec des illustrations de Kinu Nishimura
| Première publication | Nom kanji traduction fr              | ISBN                 |
| -------------------- | ------------------------------------ | -------------------- |
| 17 juillet 2004      | "Shin honkaku mahou shoujo Risuka"   | (ISBN 4-06-182381-7) |
| 6 mars 2005          | "Shin honkaku mahou shoujo Risuka 2" | (ISBN 4-06-182432-5) |
| 22 février 2007      | "Shin honkaku mahou shoujo Risuka 3" | (ISBN 4-06-182521-6) |
|                      | "Shin honkaku mahou shoujo Risuka 0" | (pas encore sorti)   |

### JDC Tribute Series
la série originale de "Japan Detectives Club" (JDC) a été écrite par Ryusui Seiryoin ; Nishi, comme de nombreux auteurs, a écrit des nouvelles en hommage à et se basant sur cet univers.
| Première publication | Nom                   | ISBN                     |
| -------------------- | --------------------- | ------------------------ |
| mars 2004            | Double Down Kanguro   | (ISBN 4-06-182305-1)     |
| août 2007            | Triple Play Sukeakuro | (ISBN 978-4-06-182538-3) |

### Monogatari Series
La série au suffixe -monogatari a débuté comme une série d'histoires courtes pour le magazine Mephisto.
Ces histoires courtes ainsi que quelques inédites furent ensuite rassemblées en deux tomes sous le titre "Bakemonogatari" et publiées par Kodansha Box. Ce sont les 5 histoires contenues dans ces tomes qui ont fait l'objet d'une adaptation en anime.
Cette série utilise pour ses titres des mots-valises : par exemple, Bakemonogatari est composé de bakemono (monstre) et monogatari (histoire).
depuis il a été publié : 
- Kizumonogatari, une préquelle a bakemonogatari, dont l'on voit un court extrait au début de l'épisode 1 de l'anime ;
- Nisemonogatari en 2 tomes ;
- nekomonogatari en 2 tomes.

Les publications suivantes sont déjà prévues : Kabukimonogatari, Hanamonogatari, Otorimonogatari, Onimonogatari et Koimonogatari.
| # | Première publication | Nom kanji traduction fr                                     | histoires contenues                                                                    | ISBN                     |
| - | -------------------- | ----------------------------------------------------------- | -------------------------------------------------------------------------------------- | ------------------------ |
| 1 | 1er novembre 2006    | Bakemonogatari (jou) 化物語 (上) histoires de monstres      | Hitagi crab (ひたぎクラブ) Mayoi snail (まよいマイマイ) Suruga monkey (するがモンキー) | (ISBN 978-4-06-283602-9) |
| 2 | 1er décembre 2006    | Bakemonogatari (ge) 化物語 (下)                             | Nadeko snake (なでこスネイク) Tsubasa cat(つばさキャット)                              | (ISBN 978-4-06-283607-4) |
| 1 | 7 mai 2008           | Kizumonogatari 傷物語 histoire d'une cicatrice              | Koyomi Vamp (こよみヴァンプ)                                                           | (ISBN 978-4-06-283663-0) |
| 1 | 2 septembre 2008     | Nisemonogatari (jou) 偽物語 (上) histoires d'imposture      | Karen Bee (かれんビー)                                                                 | (ISBN 978-4-06-283679-1) |
| 2 | 10 juin 2009         | Nisemonogatari (ge) 偽物語 (下)                             | Tsukihi Phoenix つきひフェニックス                                                     | (ISBN 978-4-06-283702-6) |
| 1 | 28 juillet 2010      | Nekomonogatari (kuro) 猫物語 (黑) Histoire de chat (noir)   | Mayoi Jiang Shi (まよいキョンシー)                                                     | (ISBN 978-4-06-283748-4) |
| 1 | 29 octobre 2010      | Nekomonogatari (shiro) 猫物語 (白) Histoire de chat (blanc) | Tsubasa Family (つばさファミリー)                                                      | (ISBN 978-4-06-283758-3) |
| 1 | 2010                 | Kabukimonogatari 傾物語                                     | pas encore sorti                                                                       |                          |
| 1 | 2011                 | Hanamonogatari 花物語                                       | pas encore sorti                                                                       |                          |
| 1 | 2011                 | Otorimonogatari 囮物語                                      | pas encore sorti                                                                       |                          |
| 1 | 2011                 | Onimonogatari 鬼物語                                        | pas encore sorti                                                                       |                          |
| 1 | 2011                 | Koimonogatari 恋物語 histoire d'amour (?)                   | pas encore sorti                                                                       |                          |

### Katanagatari
Katanagatari se déroule dans un japon fictif à l'époque des shogunats. Les 12 tomes furent publiés mensuellement au cours de l'année 2007. Les illustrations sont de Take. Un spin-off, Maniwagatari, a été publié quelques mois plus tard.
Chaque tome de Katanagatari porte le nom de l'arme auquel il est dédié. Le titre du spin-off composé de Maniwa (le nom du clan de ninja) et gatari (histoire).
| Première publication | Nom Kanji                                                                   | ISBN                                      |
| -------------------- | --------------------------------------------------------------------------- | ----------------------------------------- |
| 9 janvier 2007       | Katanagatari 1 : Zetto Kanna 刀語 第一話 絶刀・鉋（ゼットウ・カンナ）       | (ISBN 978-4-06-283611-1)                  |
| 3 février 2007       | Katanagatari 2 : Zanto Namakura 刀語 第二話 斬刀・鈍（ザントウ・ナマクラ）  | (ISBN 978-4-06-283604-3)                  |
| 1er mars 2007        | Katanagatari 3 : Sento Tsurugi 刀語 第三話 千刀・鎩（セントウ・ツルギ）     | (ISBN 978-4-06-283619-7)                  |
| 2 avril 2007         | Katanagatari 4 : Hakuto Hari 刀語 第四話 薄刀・針（ハクトウ・ハリ）         | (ISBN 978-4-06-283623-4)                  |
| 8 mai 2007           | Katanagatari 5 : Zokuto Yoroi 刀語 第五話 賊刀・鎧（ゾクトウ・ヨロイ）      | (ISBN 978-4-06-283628-9)                  |
| 5 juin 2007          | Katanagatari 6 : Soto Kanadzuchi 刀語 第六話 双刀・鎚（ソウトウ・カナヅチ） | (ISBN 978-4-06-283631-9)                  |
| 2 juillet 2007       | Katanagatari 7 : Akuto Bita 刀語 第七話 悪刀・鐚（アクトウ・ビタ）          | (ISBN 978-4-06-283634-0)                  |
| 1er août 2007        | Katanagatari 8 : Bito Kanzashi 刀語 第八話 微刀・釵（ビトウ・カンザシ）     | (ISBN 978-4-06-283636-4)                  |
| 3 septembre 2007     | Katanagatari 9 : Outo Nokogiri 刀語 第九話 王刀・鋸（オウトウ・ノコギリ）   | (ISBN 978-4-06-283639-5) (OCLC 676169722) |
| 1er octobre 2007     | Katanagatari 10 : Seito Hakari 刀語 第十話 誠刀・銓（セイトウ・ハカリ）     | (ISBN 978-4-06-283643-2)                  |
| 2 novembre 2007      | Katanagatari 11 : Dokuto Mekki 刀語 第十一話 毒刀・鍍（ドクトウ・メッキ）   | (ISBN 978-4-06-283648-7)                  |
| 4 décembre 2007      | Katanagatari 12 : Ento Juu 刀語 第十二話 炎刀・銃（エントウ・ジュウ）       | (ISBN 978-4-06-283652-4)                  |
| février 2008         | Maniwagatari (histoire des Maniwa) 真庭語                                   | (ISBN 978-4-06-283687-6)                  |

### Novelizations
| Première publication | Nom | ISBN                 | Maison d'édition |
| -------------------- | --- | -------------------- | ---------------- |
| 1er août 2006        | xxxHolic: Another Holic - Landolt-Ring Aerosol (×××HOLiC アナザーホリック ランドルト環エアロゾル)      | (ISBN 4-06-213509-4) | Kōdansha         |
| 1er août 2006        | Death Note Another Note: The Los Angeles BB Murder Cases (アナザーノート — ロサンゼルスBB連続殺人事件) | (ISBN 4-08-780439-9) | Shueisha         |

### Autres œuvres
| Première publication | Nom                                           | ISBN                     | Nb tomes |
| -------------------- | --------------------------------------------- | ------------------------ | -------- |
| 6 septembre 2005     | "Ningyo ga Ningyo"                            | (ISBN 4-06-182453-8)     | 1        |
| 14 décembre 2007     | "Youkai Henge Kyogyokudo Tribute" (Anthology) | (ISBN 978-4-06-214475-9) | 1        |
| 10 décembre 2009     | "Nanmin Tantei"                               | (ISBN 978-4-06-215941-8) | 1        |

### Mangas scénarisés
| Première publication (du premier tome si plusieurs) | Nom kanji                             | Dessinateur    | Magazine           |
| --------------------------------------------------- | ------------------------------------- | -------------- | ------------------ |
| 24 juin 2006                                        | "Hôkago, Nanajikan-me"                | Yun Kōga       | Comic Faust        |
| 4 janvier 2008                                      | Urôboe Uroboros! うろおぼえウロボロス | Takeshi Obata  | Weekly Shônen Jump |
| 2 février 2009                                      | Medaka Box めだかボックス             | Akira Akatsuki | Weekly Shônen Jump |